# Koninklijk Schiedams Mannenkoor Orpheus
Het Koninklijk Schiedams Mannenkoor ORPHEUS is een van de oudste mannenkoren in Nederland en de oudste culturele vereniging van Schiedam.
Het koor werd opgericht in 1866, maar voorafgaand aan de oprichting van Orpheus was in 1863 ter gelegenheid van de 50-jarige onafhankelijkheid van Nederland reeds een Schiedams zangkoor opgericht. De leden van dit koor vormden in 1866 de basis van het zanggezelschap, dat de naam zou dragen: Liedertafel Orpheus.
Op 24 september 1875 werd de heer M.L. Honnerlage Grete, de latere burgemeester van Schiedam, tot voorzitter van de vereniging benoemd. Sindsdien is het een stilzwijgende traditie dat de eerste burger van Schiedam tevens erevoorzitter van Orpheus is.
In 1916 werd door koningin Wilhelmina het predicaat Koninklijk aan Orpheus verleend.
In de loop van het 140-jarig bestaan heeft het koor vele bekende dirigenten gehad, waaronder Eduard Flipse.